# Kamienica przy ulicy Świętego Krzyża 7 w Krakowie
Kamienica przy ulicy Świętego Krzyża 7 – zabytkowa kamienica znajdująca się w Krakowie, w dzielnicy I Stare Miasto przy ulicy Świętego Krzyża 7, na Starym Mieście.

## Historia
Kamienica została wzniesiona w XVI wieku. W 1825 oraz 1878 roku była przebudowywana. Przed I wojną światową na parterze budynku miała siedzibę studencka organizacja „Spójnia”. W tym budynku 21 marca 1914 Włodzimierz Lenin wygłosił odczyt dla studentów. Od 2005 roku w budynku mieści się siedziba Fundacji Mam Marzenie.
6 listopada 1990 kamienica została wpisana do rejestru zabytków. Znajduje się także w gminnej ewidencji zabytków.